# Abbazia di Eynsham
L'abbazia di Eynsham è stato un monastero benedettino di Eynsham, nell'Oxfordshire, in Inghilterra, tra il 1005 e il 1538. Il re Etelredo II permise ad Æthelmær il Robusto di fondare l'abbazia nel 1005. Ci sono alcune prove che l'abbazia fu costruita sul sito di una precedente cattedrale, fondata probabilmente nel VII o VIII secolo. Il sito è un monumento storico.

## Storia
Il primo abate fu il prolifico scrittore Ælfric (c. 955–c. 1010).
L'abbazia di Eynsham era nella diocesi di Dorchester. Nel 1072 il vescovo normanno di Dorchester, Remigio, da poco nominato, trasferì la sua sede da Dorchester, a pochi km lungo il Tamigi da Eynsham, a Lincoln, all'altra estremità della diocesi. Nel 1091 Remigio annesse l'abbazia di Eynsham, alle sue prebende della sua nuova abbazia di Stow nel Lincolnshire. Questa potrebbe essere stata la mossa di apertura del tentativo di introdurre monaci nel capitolo della cattedrale di Lincoln, ma il suo successore, Robert Bloet, non seguì lo schema, se questa era l'intenzione, e i monaci tornarono a Eynsham. Una conseguenza del ritorno fu che l'abbazia di Eynsham fu dotata, dal vescovo, di ulteriori terre nel sud. Dopo il 1109, la vecchia abbazia fu demolita e nel 1200 furono eretti molti nuovi edifici.
L'abbazia fiorì nel Medioevo, anche se probabilmente non vi furono mai più di 25-30 monaci. Un noto abate fu Adam di Eynsham, uno scrittore, che compose un'agiografia di Sant'Ugo di Lincoln. I documenti del 1390 indicano che il reddito dell'abbazia era di poco superiore a £ 772; i fondi si ricavavano dagli affitti e dalla vendita di lana e bestiame. Nel 1406 il reddito era di poco superiore a £ 812.
Nel XVI secolo sembra che fossero rimasti solo pochi monaci e nel 1538 l'abbazia fu chiusa a seguito della Dissoluzione dei monasteri in Inghilterra. Anthony Kitchin fu l'ultimo abate. Alcuni degli edifici furono distrutti per impedire il ritorno dei monaci, alcuni monaci trovarono lavoro presso la chiesa protestante e l'abate, Anthony Kitchin (1471–1563), fu nominato vescovo di Llandaff nella Chiesa d'Inghilterra, nel 1545.
Le proprietà dell'abbazia furono assegnate a Sir George Darcy. A partire dal 1657 il sito comprendeva due alte torri in rovina e parte di un muro. Il Conte di Derby in seguito acquisì il distretto e le pietre degli edifici vennero successivamente utilizzate per costruire le case del villaggio.
Gli scavi dell'Unità archeologica di Oxford sono stati condotti dal 1989 al 1992; secondo un rapporto, "sono stati trovati molti oggetti di interesse, comprese le ossa di un certo numero di persone". Alcuni dei manufatti trovati nel sito sono ospitati nell'Oxfordshire County Council Museums Resource Centre, Standlake.

## Sepolture
- Robert D'Oyly (Osney)
- Anchetil de Greye e la moglie Matilda de Redvers
- Fulk De Oyly